# Рейтинг кліків
Рейтинг кліків або Клікабельність (англ. Click-through rate, CTR) — відношення числа кліків на оголошення до числа його показів. Вимірюється у відсотках. Використовується для виміру ефективності онлайн-реклами для певного вебсайту чи email-кампаній.
Формула розрахунку: CTR = (число кліків / число показів) х 100 %. Наприклад, якщо рекламне оголошення було показано 100 разів, а клікнули по ньому лише один раз, то показник CTR дорівнюватиме 1 %.
Можна сказати, що це ККД (коефіцієнт корисної дії) оголошення, що визначає ефективність його роботи та ефективність рекламної кампанії загалом. Чим вищий CTR, тим точніше оголошення відповідає запиту і тим нижчою для рекламодавця буде ціна виходу на гарантовані покази.
Слід зазначити, що показник більший за 2 % вважається успішним, і загалом рекламну кампанію з таким показником можна вважати успішною.
Найвищий CTR може забезпечити контекстна реклама в пошукових системах, коли оголошення рекламодавців відображаються залежно від пошукових запитів користувачів.
Великий вплив на CTR реклами мають її розмір, яскравість, контрастність і місце розташування на вебсторінці.
Проте потрібно мати на увазі, що для іміджевої реклами значення CTR набагато менш важливе, ніж кількість користувачів, які її побачать, і та увага, яку вони їй приділять.